# Poimek
Poimek (łac. postpositio) – nieodmienna część mowy, która łączy się z wyrazem i zmienia jego sens. Występuje w wielu językach świata, m.in. baskijskim, indoeuropejskich, kartwelskich, ałtajskich, ugrofińskich i pod względem funkcji w zdaniu przypomina przyimek, jedyną różnicą jest występowanie za, a nie przed wyrazem określanym.

## Poimki wjęzyku fińskim
Najważniejsze poimki to:
- jälkeen – po
- kanssa – z
- takia – z powodu
- vuoksi – dla, z (powodu)
- ohi(tse) – obok
- ympäri – wokół
- takana – za

Z reguły łączą się z dopełniaczem.
- Hän juokse talon ympäri' – On biega dokoła domu.
- Tunnin jälkeen menemme pois – Po lekcji sobie pójdziemy.
- En halua puhua sinun kanssa – Nie chcę z tobą rozmawiać.

## Poimki wjęzyku węgierskim
Do najważniejszych poimków należą:
- előtt – przed
- után – po
- körül – około
- nélkül – bez
- szerint – według
- mellett – obok
- mögött – za (kimś/czymś)

Nie łączą się z dopełniaczem.
- A hűtőszekrény mellett van az asztal – Obok lodówki jest stół.
- Cukor nélkül kérsz teát? – Chcesz herbatę bez cukru?
- Gábor szerint itt nagyon meleg van – Zdaniem Gábora jest tu bardzo ciepło.

## Poimki wjęzyku tatarskim
W języku tatarskim poimek wymaga od słowa do którego się odnosi przyjmowania odpowiedniej, specyficznej formy gramatycznej. Biorąc to pod uwagę poimki można podzielić na trzy grupy:
1) wymagające by stojące przed nimi rzeczowniki były w deklinacyjnym przypadku podstawowym natomiast zaimki były w bierniku:
- белән (z) – Марат белән (z Maratem);
- өчен (dla, z powodu) – дуслык өчен (za przyjaźń, z powodu przyjaźni);
- турында (o) – Тукай турында (o Tukaju).

2) wymagające by stojące przed nimi rzeczowniki były w allatywie:
- таба (do) – Казанга таба (do Kazania, w stronę Kazania);
- каршы (przeciw) – сугышка каршы (przeciw wojnie).

3) wymagające by stojące przed nimi rzeczowniki były w ablatywie:
- бирле (z) – апрельдән бирле (od marca);
- соң (po) – эштән соң (po pracy).

Funkcje poimków mogą w języku tatarskim wypełniać także rzeczowniki w przypadkach „przestrzennych” (allatyw, ablatyw, miejscownik):
- уртасында (w środku) – көн уртасында (w środku dnia);
- алдында (przed) – өй алдында (przed domem).